# Къртожабене
Къртожа̀бене е село в Северна България. То се намира в община Плевен, област Плевен.

## География
Село Къртожабене се намира в ждрелото на р. Чернелка, на дванадесет километра югозападно от областния град Плевен.

## История
Името му идва от древна легенда. Преди много години, когато целият каньон бил във вода, по-високите места били обитавани от хора. Но щом страшна болест поразила обитателите и много от тях умрели, трябвало да открият друго място. Двама по-смели мъже тръгнали към реката и когато стигнали, открили, че реката се е отдръпнала и оставила голяма пуста площ. Така хората се заселили в каньона, където сега се намира селото. Тези мъже решили да го кръстят на първите две животни, които видят - една къртица и една жаба. Оттам идва името „Къртожабене“.

## Културни и природни забележителности
Резерват „Чернелка“, Провъртеника, хижа „Капчука“, местност „Усоето“ и „Мъдьовски вир“.

## Редовни събития
Събор: Събота и неделя на втората седмица на ноември.
1. ↑  www.grao.bg